# Bernabé de Chávarri
Bernabé de Chávarri y Rodríguez-Codes (ur. 1 lutego 1904 w Madrycie, zm. ?) – hiszpański hokeista na trawie, uczestnik Letnich Igrzysk Olimpijskich 1928.
De Chávarri dostał powołanie na letnie igrzyska olimpijskie w Amsterdamie w 1928 roku. Wystąpił tam w trzech spotkaniach fazy grupowej. 17 maja Hiszpanie przegrali 1–5 z Niemcami, dwa dni później doznali porażki Francuzami (1–2), a kolejne cztery dni później zremisowali 1–1 z Holendrami. De Chávarri był strzelcem jedynego gola dla Hiszpanii w spotkaniu przeciwko Francji. Ostatecznie jednak odpadł wraz z kolegami reprezentacyjnymi już w fazie grupowej.
W olimpijskiej reprezentacji hokejowej znalazł się też jego brat Enrique oraz kuzyn José.